# Оберлинский колледж
Оберлинский колледж (англ. Oberlin College) — частный гуманитарный вуз в городе Оберлин, Огайо, США. Основан одновременно с г. Оберлин в 1833 году. Основателями колледжа и города были протестантские миссионеры Джон Шиферд и Фило Стюарт.
Первый американский вуз, начавший принимать на обучение женщин и чернокожих. Включает в себя Оберлинскую консерваторию — старейшую в США.
В 2020 году в рейтинге лучших гуманитарных вузов США по версии U.S. News & World Report занял 33-е место.

## Выпускники и преподаватели
- Бекдел, Элисон
- Блумфилд, Теодор Роберт
- Грей, Элиша
- Данем, Лина
- Капусински, Ричард
- Ко, Дженнифер
- Коромзаи, Денеш
- Боал, Марк
- Куайн, Уиллард Ван Орман
- Логан, Уолтер
- Лэйн, Луис
- Мерилл, Мод Аманда
- Нолл, Эндрю
- Томас, Уильям Айзек
- Осей, Энтони Акото
- Фэр, Лиз
- Хеллер, Уолтер
- Хелмс, Эд
- Холл, Чарльз Мартин
- Шинн, Ларри
- Штейнгарт, Гари
- Шевалье, Трейси
- Старр, Стивен Фредерик
- Лаудер, Мария Элиз Тёрнер
- Лава, Висенте